# Amblysterna
Amblysterna es un género de escarabajos de la familia Buprestidae.

## Especies
- Amblysterna johnstoni Waterhouse, 1885
- Amblysterna natalensis (Fahraeus, 1851)